# Barry Horne
Barry Horne (Northampton, 17 marzo 1952 – Worcester, 5 novembre 2001) è stato un attivista britannico.
Fu un attivista vegano dei diritti degli animali, morto al Ronkswood Hospital per complicazioni al fegato in seguito all'ennesimo sciopero della fame.
Horne disse di voler arrivare a morire di fame per persuadere il governo britannico a fare un'indagine pubblica sulla sperimentazione animale, questo era stato promesso e non mantenuto dal Partito Laburista quando andò al potere nel 1997. Al momento della sua morte all'età di 49 anni, non aveva mangiato per 15 giorni, ma era rimasto indebolito dai precedenti scioperi della fame. Il più lungo dei quali, nel 1998, è durato 68 giorni e gli aveva provocato danni a vista e reni.
Alla notizia della sua morte i media hanno reagito in maniera ostile, in particolare nel Regno Unito, dove viene considerato un terrorista. L'Animal Rights Movement lo considera invece un martire.

## Primi anni di vita
Barry Horne nacque il 17 marzo 1952 a Northampton. Figlio di un postino, abbandonò la scuola all'età di quindici anni e svolse una serie di impieghi tra cui lo spazzino e il netturbino. Si sposò due volte ed ebbe due figli.

## Attivismo
Sin dall'inizio della sua vita, Barry Horne si dimostra vicino a posizioni anarchiche e libertarie. Prima di dedicarsi anima e corpo alla lotta animalista, aderì al Partito Socialista dei Lavoratori britannico impegnandosi nelle lotte antifasciste e nel supporto alla causa nordirlandese.
Un giorno, nella primavera del 1987, il trentacinquenne Horne, su suggerimento della sua seconda moglie Aileen, capitò ad una delle prime riunioni sulla liberazione animale organizzata dal gruppo locale Northampton Animal Concern (NAC), dove fece amicizia con gli altri attivisti e si inserì immediatamente nell'attività. Dopo aver visto vari filmati di test sugli animali, decise di diventare vegetariano e di contribuire al sabotaggio della caccia.
Northampton era sempre stata una città piena di iniziative animaliste ma, dopo la denuncia e l'arresto di più di cento persone, per ricognizioni compiute contro un laboratorio dell'Unilever, l'attività era in una fase di stallo.
Il NAC nacque in questo difficile momento proprio per fornire un punto di riferimento a chi intendesse approfondire le tematiche del movimento di liberazione animale.
La prima campagna del gruppo era volta a fare di Northampton una zona fur free (senza pellicce). In quegli anni in Gran Bretagna i grandi magazzini Beatties disponevano reparti di pellicceria che venivano ripetutamente colpiti con attacchi incendiari. Barry, insieme agli altri attivisti, ogni sabato è davanti a questi centri commerciali ad organizzare picchettaggi e raccogliere firme. L'attività ottiene un discreto seguito e come risultato si ottiene la chiusura dei reparti pellicce.
Nell'ottobre 1988 viene fatto un tentativo, da parte di Barry e altri quattro attivisti (Jim O'Donnell, Mel Broughton e Jim Buckner), per liberare un delfino tursìope chiamato Rocky, catturato nel 1971 al largo delle coste della Florida e confinato da diciassette anni in una piscina di cemento di Marineland a Morecambe, nel Lancashire, grande appena da permettergli di muoversi in circolo. Tutti e cinque gli animalisti, che avevano già più volte visitato segretamente il delfinario durante le ore di chiusura nel tentativo di conoscerlo, progettarono di spostare l'animale, dal peso di circa 650 libbre (290 chili), a 200 iarde dall'acquario fino al mare, utilizzando una scala, una rete, una barella fatta in casa e un Austin Rover Mini Metro. La notte dell'azione, tuttavia, dopo essere arrivati sul posto con la loro attrezzatura, si resero conto che la logistica della liberazione era al di là delle loro possibilità e decisero di tornare sui loro passi. Sulla via del ritorno un'autopattuglia della polizia li fermò sulla loro macchina, che conteneva una grossa barella per delfini per la quale, a detta di uno degli attivisti, "non avevamo una spiegazione legittima". Nonostante l'impegno e la dedizione tutti e quattro gli uomini vengono prontamente arrestati e condannati per cospirazione dopo un processo di cinque giorni. Ricevettero persino una multa di 500 sterline, mentre Barry e Broughton scontarono sei mesi di carcere con conseguente sospensione della pena.
Horne e gli altri continuarono la loro campagna per liberare Rocky e nel 1989 lanciarono la "Morecambe Dolphinarium Campaign", organizzando continui picchetti di fronte al delfinario, distribuendo volantini ai turisti e facendo pressioni sul consiglio locale. In conseguenza del calo delle vendite dei biglietti, la direzione di Marineland alla fine accettò di vendere il delfino a 120.000 sterline, denaro che fu raccolto con il supporto di alcune associazioni di beneficenza per gli animali, tra cui la Born Free Foundation, e sostenuto dal Mail on Sunday, che lanciò la campagna "Into the Blue" per liberare il resto dei delfini imprigionati in vari acquari sparsi per la Gran Bretagna. Nel 1991, Rocky fu trasferito in una riserva lagunare di 80 acri (320.000 metri quadri) nelle isole Turks e Caicos, per poi essere rilasciato in alto mare, dove fu visto nuotare libero con un branco di delfini pochi giorni dopo.
Sempre nel 1989 parte un'altra campagna per la chiusura di un allevamento di galline in batteria di proprietà del clero. Un raid animalista sottrae almeno cento galline e sabota varie apparecchiature. Il 1º gennaio del 1990, Barry e nove attivisti liberarono, in pieno giorno, trentasei beagle dal Park Farm, un allevamento di cani per i laboratori dell'Università di Oxford. Il successivo 17 marzo, data che coincide con il trentottesimo compleanno di Horne, si realizza un'altra ricognizione da parte di una cellula dell'Animal Liberation Front (tra cui, oltre lo stesso Barry, figurano anche Keith Mann e Danny Attwood) contro Harlan Interfauna, un'azienda di Cambridge che fornisce animali per laboratori di ricerca. Circa venti attivisti attraversarono la campagna e giunsero presso un edificio dove vengono allevati gli animali, dopodiché Barry e i suoi amici entrarono dal tetto in quanto sapevano che le porte erano collegate ad allarmi. Nonostante la stanchezza riescono a liberare ottantadue cuccioli di cane e ventisei di conigli. Saccheggiarono persino alcuni documenti che elencavano i clienti dell'Interfauna, tra i quali spiccano Boots, Glaxo, Beechams e l'Huntingdon Life Sciences, oltre a diverse università. Un veterinario sostenitore dell'A.L.F. rimosse i tatuaggi dalle orecchie dei cani, che furono presto adottati da varie famiglie in tutto il Regno Unito. In seguito alle prove rinvenute sulla scena e in una delle case degli attivisti, Mann e Attwood furono incolpati per furto con scasso e condannati rispettivamente a nove e diciotto mesi di carcere.
Nel novembre dello stesso anno vengono liberati otto cani beagle dal laboratorio Boots nel villaggio di Thurgaton, nel Nottinghamshire. Barry utilizza ogni metodo, compiendo anche numerosi atti illegali: presidi davanti alle sedi, distruzione delle vetrine, attacchi incendiari. Horne, secondo le accuse degli organi di giustizia, avrebbe causato almeno 3 milioni di sterline di danno alle sedi Boots.
Nei primi anni Novanta, Horne, che nel frattempo aveva passato ad uno stile di vita vegano, fu uno dei numerosi manifestanti che presero di mira una conferenza sulla sperimentazione animale all'Exeter College di Oxford, dove rovesciarono i tavoli colmi di cibo raffinato e rompendo cinquanta bottiglie di vino claret d'annata dopo aver litigato con i poliziotti durante l'irruzione nella sala conferenze. In seguito a ciò, Barry e altri cinque furono arrestati con l'accusa di disordini violenti. Nel 1991, Horne fu condannato a tre anni di carcere per possesso di materiale esplosivo, sebbene a detta sua l'obiettivo non sia mai stato quello di attentare all'integrità fisica dei lavoratori di quelle aziende, bensì quello di causare bancarotta contro l'industria dello sfruttamento animale e, soprattutto, mantenere vivo il dibattito antispecista. Il suo atteggiamento cominciò a rassodarsi ulteriormente durante la sua prigionia, tanto che nel giugno del 1993 dichiarò nella newsletter di Support Animal Rights Prisoners: "Gli animali continuano a morire e la tortura aumenta sempre di più. La risposta della gente a questo? Più vegeburgers, più Special Brew e più apatia. Non esiste più alcun Movimento di Liberazione Animale. Quello è morto molto tempo fa. Tutto ciò che rimane sono pochissimi attivisti a cui importa, che comprendono e che agiscono... Se non agisci, allora perdoni. Se non combatti, allora non vinci. E se non vinci, allora sei responsabile della morte e della sofferenza che continueranno all'infinito."
Dopo la scarcerazione nel 1994, Horne cominciò a operare da solo e nei due anni successivi numerosi attacchi notturni con bombe incendiarie artigianali ebbero luogo in varie città come Oxford, Cambridge, York, Harrogate, Londra e a Bristol, così come a Newport e Ryde sull'Isola di Wight nella notte tra il 23 e il 24 agosto. Tali attacchi presero di mira alcuni punti vendita di Boots (soltanto nel 1994 sarà costretta a vendere i propri laboratori) e Halfords, pelletterie e negozi gestiti da enti di beneficenza per la ricerca sul cancro. Alcuni di questi attacchi furono rivendicati dall'Animal Rights Militia, un nome utilizzato dagli attivisti che non aderivano alla politica non-violenta dell'A.L.F. Di conseguenza le forze dell'ordine reclutarono una squadra speciale composta da decine di agenti e si misero sulle sue tracce organizzando una retata nella sua casa di Swindon, nel Wiltshire, poco dopo la campagna animalista sull'Isola di Wight. Secondo quanto riferito trovarono del materiale che sosteneva tali attacchi, salvo poi non essere incriminato.

### L'arresto
Nel luglio 1996, dopo mesi di ricerche e pedinamenti, Barry viene trovato, nei pressi del centro commerciale Broadmead di Bristol, in possesso di congegni incendiari (quattro dei quali nelle sue tasche) e per questo viene arrestato con l'accusa di aver piazzato due dei suoi esplosivi nella struttura: uno in un negozio di beneficenza e un altro al British Home Stores, destinati a esplodere a mezzanotte quando presumeva che sarebbero stati vuoti. La polizia sostiene in un comunicato stampa che Barry è responsabile degli attacchi incendiari avvenuti negli ultimi anni. Dopo un processo iniziato il 12 novembre 1997, Barry viene condannato il successivo 5 dicembre a diciotto anni di reclusione e nella sentenza il giudice Simon Darwall-Smith lo definisce un "terrorista urbano".

## Gli scioperi della fame

### Primo sciopero: dal 6 gennaio 1997 al 10 febbraio
Nel gennaio 1997 inizia uno sciopero della fame con l'obiettivo di indurre il governo britannico ad aprire un'inchiesta sulla sperimentazione animale (ma usando il termine fuorviante di "vivisezione", già in disuso in ambito scientifico da circa cinquant'anni in Europa) nel Regno Unito. Questo sciopero della fame finisce dopo trentacinque giorni, quando la classe politica britannica accoglie la richiesta di incontrarsi con i militanti delle campagne in corso.
In risposta allo sciopero di Barry, prende nuovo vigore l'azione dei suoi seguaci: vengono compiute "liberazioni", atti incendiari, manifestazioni ecc.: Hillgrove Farm, Shamrock Farm, Consort, Horlan Olac sono le aziende maggiormente colpite.

### Secondo sciopero della fame: dal 4 agosto 1997 al 26 settembre 1997
Barry fece poi nell'agosto dello stesso anno un nuovo sciopero contro il governo a guida laburista, da poco insediatosi, poiché a suo dire non avevano rispettato gli accordi presi con le associazioni animaliste stipulati prima delle elezioni.

### Terzo sciopero della fame: dal 6 ottobre 1998 al 13 dicembre 1998
Dopo averlo interrotto, Barry riprese lo sciopero della fame contro il Governo.
Al 68º giorno di sciopero Barry lo interrompe, per cercare un accordo col governo di Tony Blair, che tuttavia non arriva.

## Morte
I tre scioperi della fame hanno ormai minato gravemente corpo e mente di Barry. Egli trascorre mesi di terribile agonia, non riuscendo mai a riprendersi pienamente dall'ultimo e lungo digiuno. 
Muore il 5 novembre 2001 al Ronkswood Hospital di Worcester per una complicanza al fegato, dopo che da quindici giorni aveva intrapreso un nuovo sciopero della fame nella prigione di massima sicurezza Long Lartin di South Littleton, nel Worcestershire. Fu sepolto sotto una quercia in un cimitero boschivo di Northampton con indosso una maglia del Northampton Town Football Club. Circa settecento persone parteciparono al funerale neopagano e portarono la bara attraverso la città, assieme a uno striscione con su scritto: Labour Lied, Barry Died (Il Partito Laburista ha mentito, Barry è morto).
La sua figura resta molto controversa: molti animalisti lo definiscono un eroe, altri lo considerano un "terrorista" o "estremista".